# بيتر غريل ووقت الرجل الحكيم
بيتر غريل ووقت الرجل الحكيم (بالإنجليزية: Peter Grill and the Philosopher's Time)‏ هي سلسلة مانغا يابانية تنشر منذ أغسطس 2017 من قبل دار فوتاباشا،تم عمل مسلسل أنمي عرض في يوليو حتى سبتمبر 2020،. تم تجديده لموسم ثاني.